# Точка падения
Точка падения (фр. Point de chute) — психологическая драма режиссёра Робера Оссейна, вышедшая в прокат 11 сентября 1970.

## Сюжет
Инспектор полиции мысленно реконструирует события, произошедшие в заброшенной хижине на берегу моря, где группа преступников удерживала похищенную ради выкупа дочь богатого буржуа. В этом ему помогает дневник жертвы, пятнадцатилетней лицеистки Катрин, найденный под матрасом.
Первоначальное намерение троих похитителей провернуть дело без лишней крови, и после получения денег освободить пленницу, оказывается сорванным из-за беспечности одного из них, Влада, по кличке «Румын», оставленного сторожить заложницу, и позволившего ей увидеть себя без маски. После строгого выговора главарь банды (каид) объясняет подчиненному, что тому придётся собственноручно ликвидировать Катрин по завершении операции.
Сторож и пленница постепенно проникаются взаимным чувством, что приводит к конфликту в банде и попытке Влада спасти Катрин.

## В ролях
- Джонни Холлидей — Влад «Румын»
- Паскаль Риво[фр.] — Катрин
- Робер Оссейн — каид
- Робер Дальбан — инспектор полиции
- Альбер Мински — Эдди

28 февраля 2006 фильм был издан на DVD.

## Комментарии
1. ↑  Point de chute может означать как точку падения (например, снаряда), так и укрытие, прибежище, место, где можно спрятаться или залечь на дно